# Músculo auricular superior
El músculo auricular superior (musculus auricularis superior) está ubicado en el extremo superior del pabellón auricular y permite la movilidad de la oreja hacia delante en animales que orientan el oído hacia los sonidos.

## Trayecto
Se inserta en la galea aponeurótica o aponeurosis epicraneal. Las fibras del auricular superior convergen en un tendón plano hasta fijarse en la cara interna del pabellón auricular a nivel de una eminencia formada por la fosita del antehélix.

## Acción
En la mayoría de los animales el músculo auricular superior le permite al oído movilidad hacia arriba en la dirección del sonido que atrae la atención.  En cambio, en el hombre, todo lo que puede hacer es mover ligeramente el oído, la mayoría de las veces sin dirección fija.

## Inervación
La inervación del auricular superior es dada por fibras motoras de la rama posterior de ese mismo nombre proveniente del nervio auricular que es una de las ramas temporales del nervio facial.